# Bravo de Esmolfe (manzana)
Bravo de Esmolfe es el nombre de una variedad cultivar de manzano (Malus domestica).
Es una variedad de manzana Denominación de Origen Protegida (DOP) desde 1994. Presenta tamaño pequeño con piel blanquinosa, con ligeras chapas de color rosa suave en la zona expuesta al sol, de maduración otoñal con un aroma intenso y pulpa suave.

## Sinonimia
- "Maçã Bravo de Esmolfe"

## Historia
'Bravo de Esmolfe' es una variedad de manzana de tamaño pequeño de maduración otoñal con un aroma intenso y pulpa suave, nativa de la región de Esmolfe, Penalva do Castelo en Beira Alta. Se conoce desde el siglo XVIII y se habrá obtenido de un árbol de semillas cuyos frutos fueron muy apreciados. Por esta razón, el material de injerto fue muy buscado y la variedad se difundió.
Desde 1994, 'Bravo de Esmolfe' tiene una Denominación de Origen Protegida (DOP) definida en la legislación de la Unión Europea (UE).

## Características
El manzano de la variedad 'Bravo de Esmolfe' tiene un vigor fuerte a muy fuerte; porte semi erecto; inicio de la floración es tardía, y la duración de la floración es corta, lo que le permite esquivar las heladas primaverales; tubo del cáliz variado, en embudo triangular o cónico alargado, y con los estambres insertos insertos por debajo de su mitad. Entrada en producción lenta. Producción lenta y poco constante, siendo una variedad "vecera" (contrañada).
La variedad de manzana 'Bravo de Esmolfe' tiene un fruto de tamaño pequeño a mediano; forma tronco cónica y globosa, ventruda en la base y aplastada, y con contorno irregular, oblongo, con tendencia a la forma pentagonal redondeada; piel mate; con color de fondo amarillo verdoso blanquinoso, con importancia del sobre color leve, siendo el color del sobre color rojo lavado, siendo su reparto en chapa/pinceladas, con chapa ausente o ligeramente iniciada en la zona de insolación de un rojo lavado-rosado, acusa punteado abundante, pequeño, y una sensibilidad al "russeting" (pardeamiento áspero superficial que presentan algunas variedades) débil; pedúnculo corto, leñoso y de grosor medio a notable, anchura de la cavidad peduncular es media, profundidad de la cavidad pedúncular es profunda, formando cubeta con ruginoso desde el fondo saliendo hacia el borde, con bordes ondulados, y con importancia del "russeting" en cavidad peduncular medio; anchura de la cavidad calicina estrecha, profundidad de la cav. calicina es poco profunda, bordes muy ligeramente ondulados, y con importancia del "russeting" en cavidad calicina débil; ojo pequeño, cerrado, semiabierto; sépalos cortos, triangulares, carnosos y tomentosos en su base.
Se distingue de todas las demás variedades por el aroma de sus frutas y sus cualidades de sabor únicas. Tiene una pulpa blanca, suave, jugosa, dulce y con excelentes cualidades gustativas, características que le otorgan el estatus de "Reina de las manzanas portuguesas".
La manzana 'Bravo de Esmolfe' se produce en una región caracterizada, en términos climáticos, por tener inviernos muy fríos y severos y veranos muy calurosos y secos; la floración tardía de esta variedad permite una excelente adaptación al clima de la Región, donde los riesgos de temperaturas negativas y heladas tardías son altos. Tiene uso mixto pues se usa como manzana de mesa fresca, y para repostería.

## Cultivo
Estos manzanos crecen tradicionalmente a una altitud de 350 a 550 m sobre el nivel del mar. Los huertos cubren 140 hectáreas y hay de 800 a 1,599 árboles en los viejos huertos y 400 en los recién plantados. Este árbol produce frutos muy lentamente, generalmente una vez cada dos años. La floración tardía ayuda a la maduración de la fruta en este clima particular. Las manzanas generalmente se recolectan a mediados de septiembre.
Las manzanas se cultivan en los distritos de Coímbra, Viseu, Guarda y Castelo Branco.

## Usos
Se conserva fuera del frío varios meses sin perder las características. Antiguamente era costumbre ponerse paja debajo de los manzanos para que las manzanas, al caer no se lastimara, y así la recogida era hecha con la fruta bien madura pues se esperaba por la caída natural. La manzana era conservada en medio del maíz en arcos de madera, y en estantes en las paneras de las casas antiguas.